# Route nationale 69 (Estonie)
Pour les articles homonymes, voir Route nationale 69.
La route nationale 69 (Tugimaantee 69) est une route nationale estonienne reliant Vagula (en) à Roobe (et). Elle mesure 71,3 km.

## Tracé
- Comté de Võru
  - Vagula (en)
  - Alakülä (et)
  - Järvere (et)
  - Sõmerpalu
  - Sõmerpalu küla (et)
  - Varese (en)
  - Hutita (et)
  - Linnamäe (et)
  - Majala (et)
  - Horma (et)
  - Hargi (et)
  - Lümatu (et)
  - Vaabina
  - Uue-Antsla (et)
  - Uhtjärve (et)
  - Kõlbi (et)
  - Pihleni (et)
  - Kuldre (en)
  - Kassi (et)
- Comté de Valga
  - Sarapuu (et)
  - Lauküla (et)
  - Sangaste
  - Kurevere (et)
  - Tiidu (et)
  - Keeni (en)
  - Vaalu (et)
  - Pringi (et)
  - Ädu (et)
  - Mägiste (et)
  - Kuigatsi
  - Vaardi (et)
  - Soontaga (et)
  - Jõgeveste
  - Kalme
  - Roobe (et)